# Jan Wiktor (1812–1877)
Jan Duklan Wiktor herbu Brochwicz (ur. 16 maja 1812, zm. 20 kwietnia 1877) – polski ziemianin, właściciel dóbr.

## Życiorys

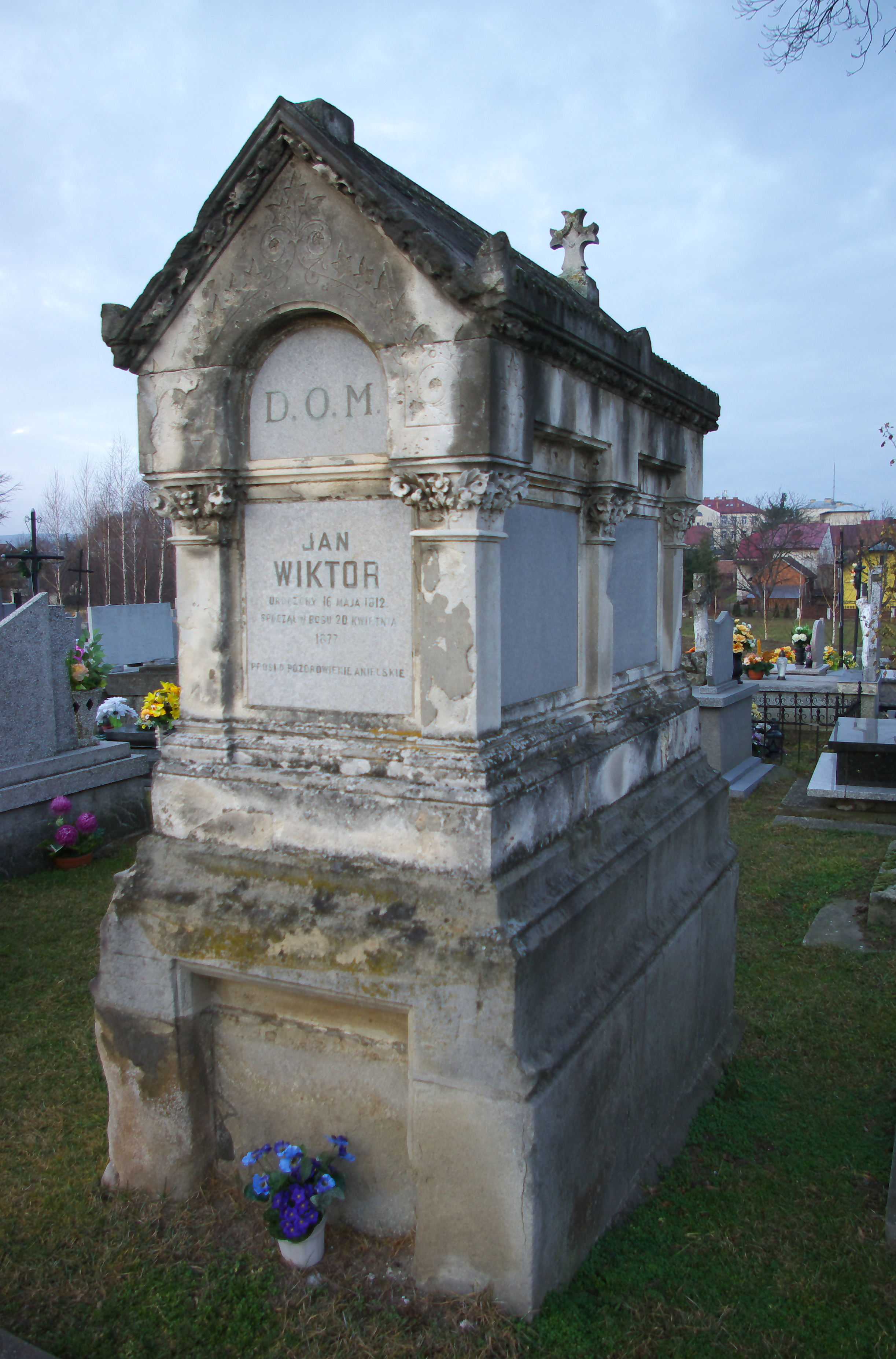
Nagrobek Jana Wiktora w Zarszynie

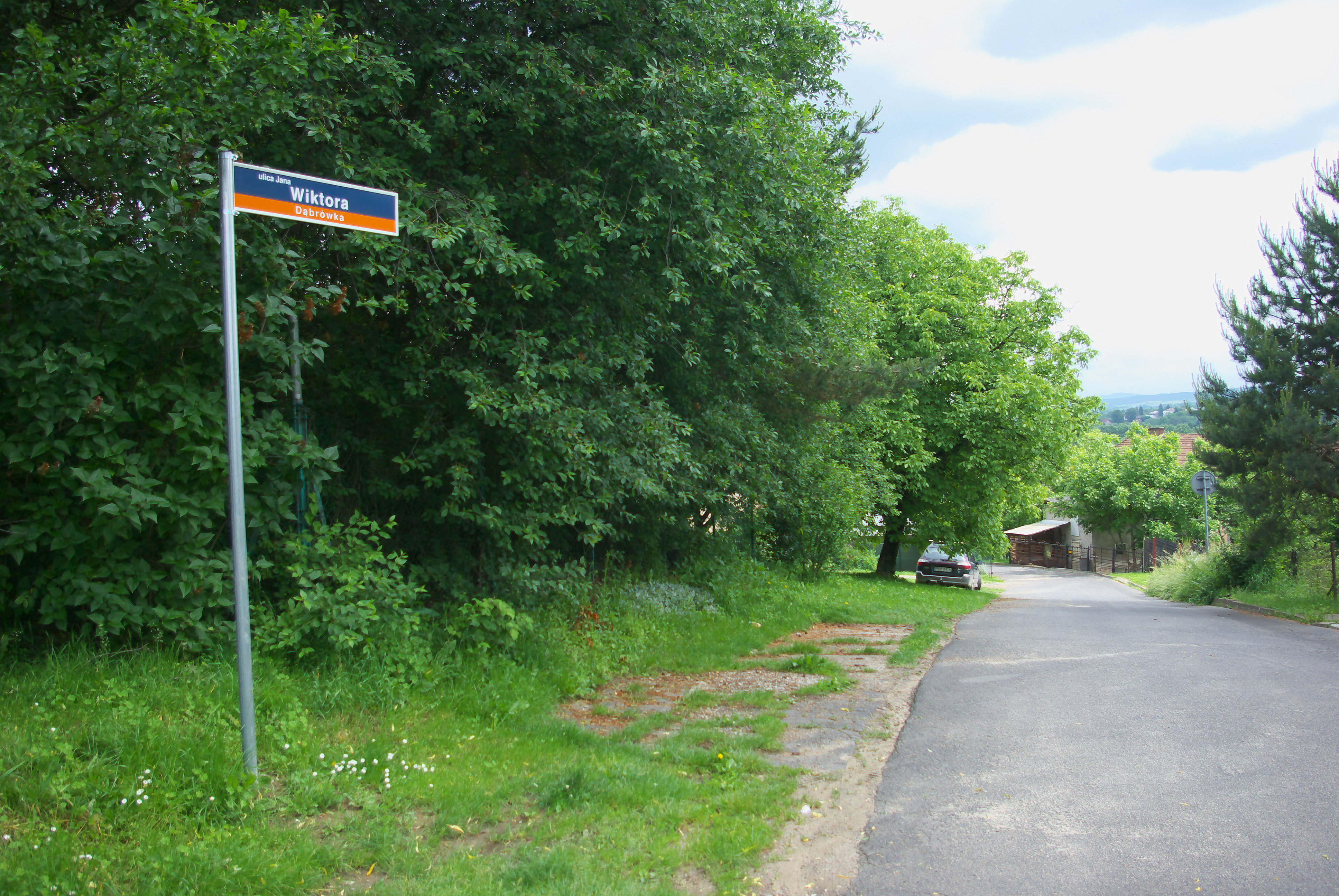
Ulica Jana Wiktora w Sanoku

Jan Duklan Wiktor urodził się w 1812. Był synem Euzebiusza Tomasza Wiktora z Wróblika herbu Brochwicz (1785-, członek Stanów Galicyjskich) i Joanny z domu Grodzickiej herbu Łada. Jego rodzeństwem byli: Jakub (1814-1887), Aniela (1816-1877, właścicielka dóbr Niebocko, dwukrotnie zamężna pod nazwiskiem Kraińska), Józef (1817-1854, właściciel dóbr Wojkówka).
Jan Wiktor objął majątek w Zarszynie, gdzie zamieszkał. W połowie XIX wieku był właścicielem posiadłości tabularnej Zarszyn, Długiem. Posiadał też dobra Wola Sękowa, Wróblik Szlachecki, Nowotaniec, Makowiska.
Był wybierany do Rady c. k. powiatu sanockiego jako reprezentant grupy większych posiadłości: w 1867, 1870.
W 1870 Jan Wiktor był uprawniony o wyboru posłów na Sejm Krajowy Galicji jako posiadacz dóbr tabularnych Długie, Posada Zarszyńska i Zarszyn (analogicznie jego brat Jakub jako posiadacz majątków Wola Sękowa i Wola Jaworowa).
Wraz z żoną Adelą był fundatorem kościoła w Zarszynie (budowany w latach 1867-1872), a na jego frontonie umieścił napis o treści: „Z darów Twoich Panie niesiemy Ci ofiarę!”. Zgłoszony do udziału w Wystawie Powszechnej 1873 w Wiedniu przedstawiał w grupie II (rolnictwo, leśnictwo itp.) jęczmień, groch, konopie.
W latach 70. był członkiem wydziału okręgowego C. K. Galicyjskiego Towarzystwa Kredytowego Ziemskiego w Sanoku.
Zmarł 20 kwietnia 1877. Został pochowany w grobowcu rodzinnym w Zarszynie 24 kwietnia 1877. Jego żoną od 1841 była Adela (Adeliada) z domu Czermińska herbu Cholewa (1824-1904). Ich dziećmi byli: Kazimierz (1845-1903), Helena (1850-1873, po mężu Fihauser), a wnukiem Jan (1878–1944).
Na obszarze dzielnicy Dąbrówka w Sanoku jedna z ulicy została nazwana imieniem Jana Wiktora.